# Nintendo Power
Nintendo Power was een nieuws- en strategiemagazine dat tot 2007 uitgegeven werd door Nintendo of America en daarna door Future US. Het tijdschrift was een van de langstlopende computerspeltijdschriften ooit, en was Nintendo's officiële magazine in Noord-Amerika.
Op 21 augustus 2012 kondigde Nintendo aan dat ze hun contract met Future Publishing niet wilden vernieuwen en dat de laatste Nintendo Power in december 2012 zou uitkomen.

## Geschiedenis
Voor Nintendo Power verscheen de Nintendo Fun Club-magazine dat gratis naar abonnees werd verstuurd. Maar in het midden van 1988 stopte Nintendo Fun Club na slechts zeven nummers. Het eerste nummer werd gratis verstuurd naar abonnees van Nintendo Fun Club. Ongeveer een derde van de Fun Club abonneerde.
Vanaf het begin lag de focus van Nintendo Power vooral op het geven van gamestrategieën, tips en trucs, reviews en previews van spellen die nog uit moesten komen. Vanaf het midden van 1998 werd er ook geadverteerd midden in het tijdschrift, terwijl dat daarvoor alleen gebeurde op de eerste en laatste paar pagina's. De advertenties gingen alleen over Nintendo-producten.
In juli van 2005 werd het ontwerp van Nintendo Power op de schop genomen om aantrekkelijker te zijn voor de doelgroep. Het logo en de opbouw van de artikelen veranderde. Ook kwam er een grotere focus op Nintendo-fans, reviews, geruchten, en een grotere mailrubriek (genaamd "Pulse"). Toen het tijdschrift werd overgenomen door Future US werd er geen ruimte meer besteed aan gamestrategieën en cheats, maar des te meer aan reviews, previews en artikels over games die nog moesten uitkomen.

## Nintendo Power Advance
In 2001 bracht Nintendo Power een spin-off-minitijdschrift uit, genaamd Nintendo Power Advance, wat alleen ging over de Game Boy Advance en de spellen daarvoor. De eerste editie werd meegeleverd aan abonnees en lag ook in de winkel. Uiteindelijk zijn er vier nummers geproduceerd, waarvan het laatste diende als een strategiegids van Super Mario Advance 2.

## Nester
Nester was lange tijd de mascotte en stripverhaalster van Nintendo Power. Nester werd bedacht door Howard Phillips, voorzitter van de Nintendo Fun Club en vroegere redacteur van Nintendo Power, om een van de hoofdrollen te spelen in het stripverhaal Howard & Nester. De strip adverteerde nieuwe videospellen, meestal in Nesters dromen, waarin hij zelf een videospelpersonage is. Van 1989 tot 1993 bevatte de jaarlijkse Nintendo Power Awards trofeeën in de vorm van Nester, die dan ook "Nesters" genoemd worden, als referentie aan de Oscars.
In de juni 1991-editie (nummer 15) werd Phillips uit de strip geschreven nadat de echte Phillips Nintendo had verlaten om te werken bij LucasArts. De strip werd vernoemd naar Nester's Adventures in het volgende nummer en bleef zo tot nummer 55 (december 1993). Nester, nu als student, verscheen in nummer 100 en ook weer in nummer 231, de twintigste verjaardag van het tijdschrift, hier als volwassen man met een zoon. De laatste verschijning van Nester was in de laatste editie, nummer 285, in een stripverhaal genaamd Nester & Max, waarin hij betreurend het laatste nummer leest en terugblikt op de jaren van Nintendo Power. Later herinnert zijn zoon hem eraan dat "de complete verzameling Nintendo Powers eigenlijk hetzelfde is als het 100% uitspelen van een goed spel".
Nester is ook verschenen in een aantal videospellen. Zijn eerste verschijning was als commentator in NES Play Action Football. Nester was het hoofdpersonage in Nester's Funky Bowling voor de Virtual Boy, waarin ook zijn zus Hester verscheen. Het personage Lark in PilotWings 64 voor de Nintendo 64 was gebaseerd op Nester. Verschillende NES-spellen bevatten de naam "NESTER" als een van de vooraf ingestelde namen op highscorelijsten.
Op 1 april 2014 werd er voor de grap een pagina aangemaakt op de Engelse Super Smash Bros. voor 3DS en Wii U-website waarin Nester onthuld werd als speelbaar personage.

## Podcast
Op 20 december 2017 werd Nintendo Power terug in het leven geroepen in de vorm van een podcast, die wordt gehost door de voormalige hoofdredacteur van het tijdschrift, Chris Slate. De podcast wordt ongeveer een keer per maand voorzien van een nieuwe aflevering, die wordt geüpload door het officiële YouTube-kanaal van Nintendo. De afleveringen bestaan voornamelijk uit het beantwoorden van vragen van fans, en interviews met ontwikkelaars over games als The Legend of Zelda: Breath of the Wild en Celeste.